# Carbondale (Illinois)
Pour les articles homonymes, voir Carbondale.
Carbondale est une ville du comté de Jackson, dans le sud de l’Illinois, aux États-Unis. Sa population s’élevait à 25 902 habitants lors du recensement de 2010, estimée à 25 899 habitants en 2017.

## Histoire
Son fondateur, Daniel Harmon Brush, a nommé la ville ainsi car il voulait développer les mines de charbon dans la région. Fondée en 1852, Carbondale a été incorporée en tant que town en 1856.
De nos jours, la ville est surtout connue pour être le siège de l'université du Sud de l'Illinois à Carbondale, fondée en 1869 sous le nom de Southern Illinois Normal University. Après des débuts modestes, elle accueille aujourd’hui 20 000 étudiants. À l’époque de la guerre du Viêt Nam, l’opposition au conflit était intense sur le campus.
Carbondale est également un centre touristique.

## Jumelages
- Tainai, Japon
- Tainan, Taïwan
- Shimla, Inde

## Personnalités liées à la ville
Les personnes suivantes sont nées à Carbondale :
- Le saxophoniste Frankie « Tram » Trumbauer, en 1901 ;
- L’actrice Laurie Metcalf, en 1955 ;
- Le guitariste Paul Gilbert, en 1966.

## À noter
Carbondale fait partie d’une zone de l’État surnommée Little Egypt. Plus au sud, on trouve la ville de Cairo (Le Caire en anglais).

## Source
- (en) Cet article est partiellement ou en totalité issu de l’article de Wikipédia en anglais intitulé « Carbondale, Illinois » (voir la liste des auteurs).